# Ducula spilorrhoa
Ducula spilorrhoa là một loài chim trong họ Columbidae.

## Hình ảnh

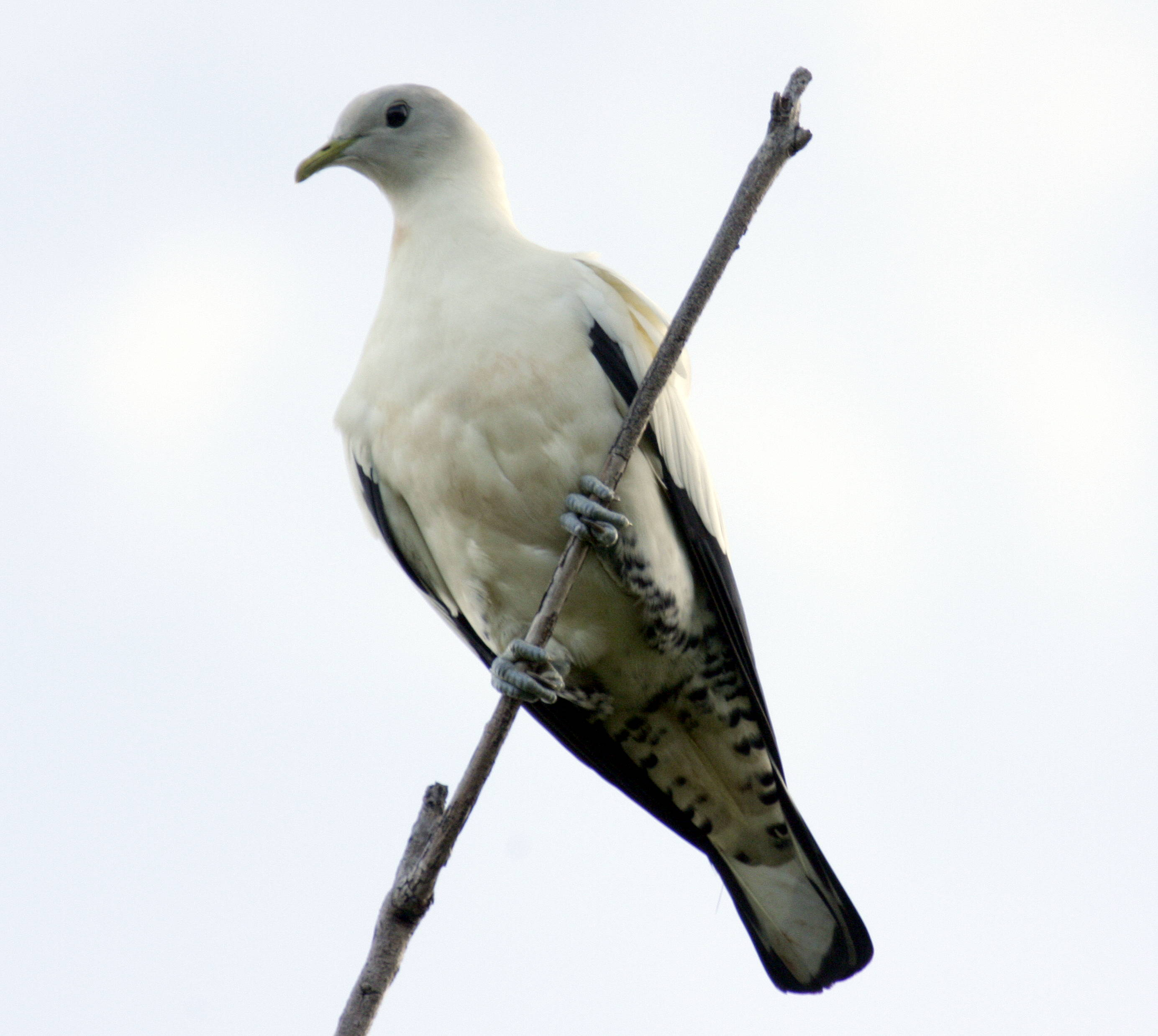
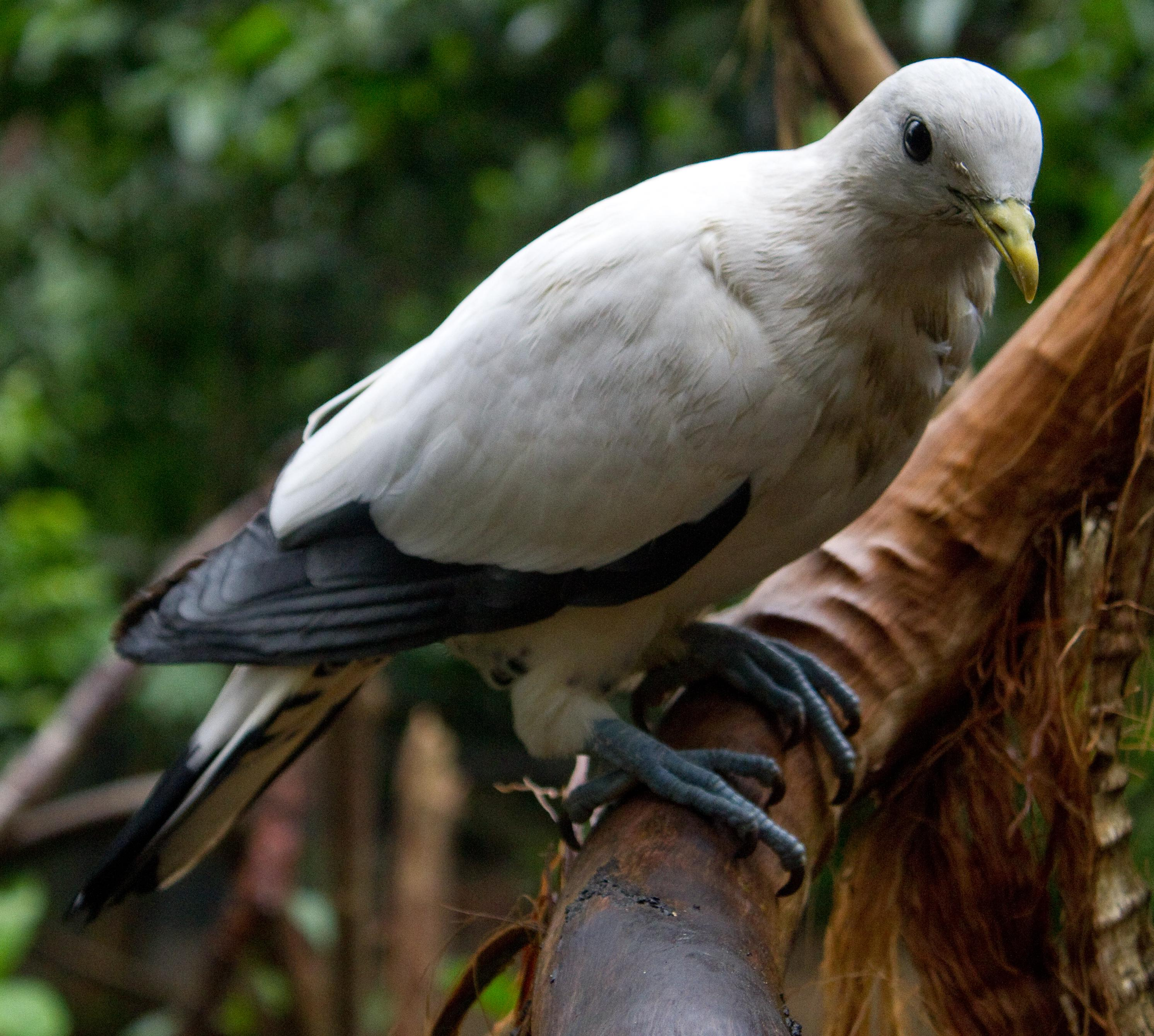
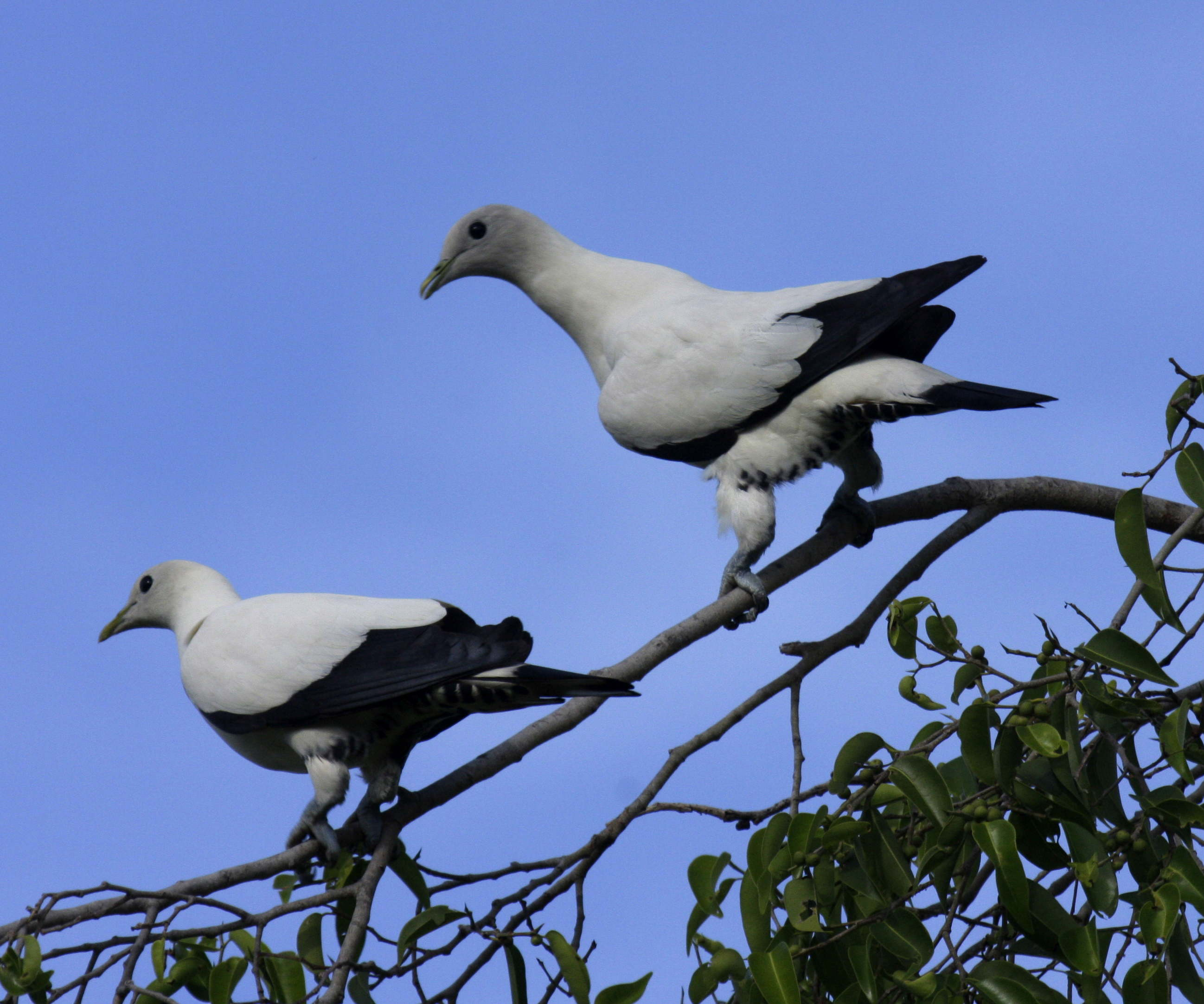
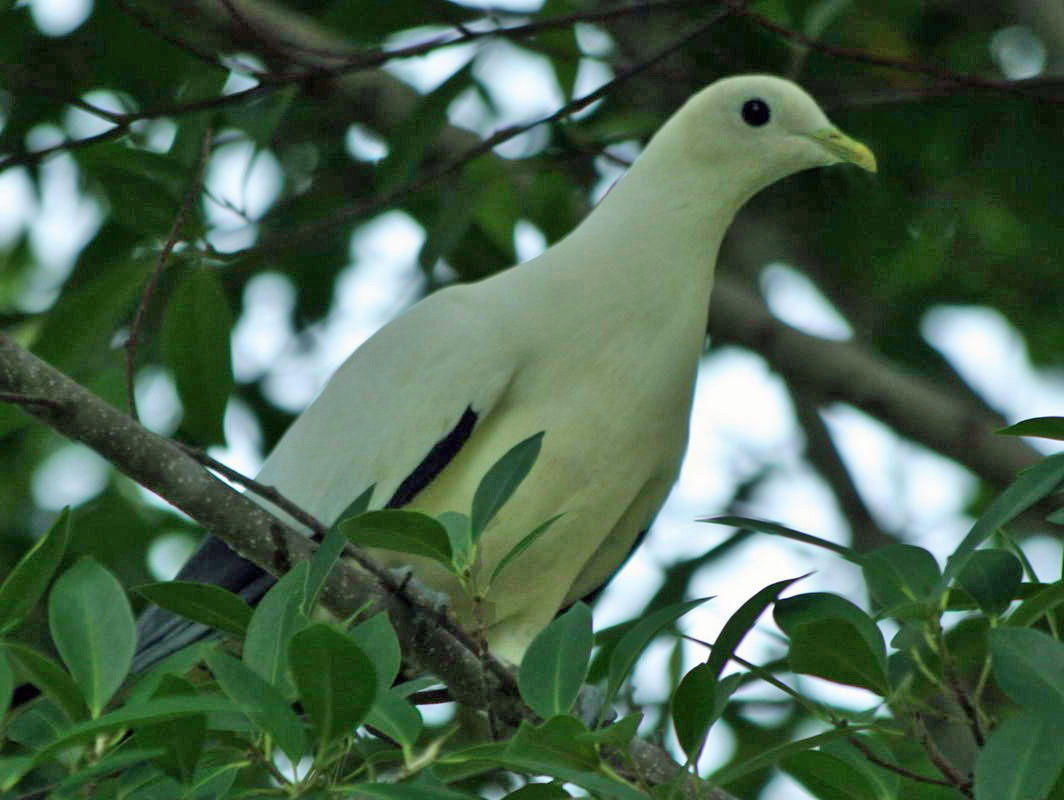